# AGCO
AGCO Corporation (NYSE: AGCO) er en amerikansk multinational fabrikant af jordbrugsredskaber og -maskiner. Koncernen har hovedsæde i Duluth ved Atlanta i Georgia. Omsætning var i 2013 på 10,786 mia. amerikanske dollar og der var omkring 20.000 ansatte. AGGO er blandt verdens ledende fabrikanter af jordbrugsmaskiner og fremstiller bl.a. traktorer, mejetærskere, ballepressere, sprøjter, osv. Koncernens produkter distribueres til 3.100 uafhængige forhandlere og distributører i mere end 140 lande på verdensplan.I Danmark købte selskabet Dronningborg Industries (mejetærskere) i Randers (bydelen Dronningborg) i 1999 og Cimbria (kornsiloer og -håndtering) i Thisted i 2016.

## Historie
AGCO's rødder går tilbage til omkring 1850, men som koncern blev det etableret i 1990, da Deutz-Allis direktionsmedlemmer købte de nordamerikanske aktiviteter fra moderselskabet KHD, (Klöckner-Humboldt-Deutz), en tysk virksomhed der ejede Deutz-Fahr-mærket. KHD havde tidligere opkøbt dele af Allis-Chalmers jordbrugsmaskiner.
Virksomheden blev først kaldt for Gleaner-Allis Corporation, det blev så ændret til Allis-Gleaner Corporation eller AGCO.
Efterfølgende er fulgt en række af opkøb af virksomheder indenfor jordbrugsredskaber og -maskiner.

## Mærker
AGCO produkter sælges under fem kernemærker: Challenger, Fendt, GSI, Massey Ferguson & Valtra.
- Challenger, traktorer, mejetærskere, høudstyr
- Fendt, traktorer og mejetærskere i Europa
- GSI, kornlagring, korntørring og luftkonditionering
- Massey Ferguson, traktorer, mejetærskere og høudstyr
- Valtra, traktorer i Europa, traktorer og mejetærskere i Sydamerika

### Yderligere mærker
- AGCO Allis, traktorer i Sydmerika.
- AGCO Parts, reservedele.
- AGCO Advanced Technology Solutions.
- AGCO POWER Engines, dieselmotorer.
- AGCO SCR e3 Technology, emissionsteknologi.
- Fella-Werke, foderhøstudstyr.
- Gleaner, mejetærskere i Nordamerika, Sydamerika og Australien
- Laverda, mejetærskere.
- RoGator, spredere og sprøjter.
- SpraCoupe, sprøjter.
- Sunflower, jordbearbejdnings- og frøudstyr.
- TerraGator, spredere og sprøjter
- White Planters, såmaskiner i Nordamerika.
- Willmar, spredere og sprøjter.

## Fremstillingsfaciliteter
AGCO Nordamerika
- Hesston i Kansas, USA (tidligere Hesston Corp)
- Beloit i Kansas, USA (tidligere Sunflower Manufacturing)
- Jackson, USA
- Independence, USA (tidligere Gleaner / Massey Ferguson mejetærsker fremstilling)
- Querétaro i Bajío i Mexico

AGCO Sydamerika
- Haedo i Buenos Aires provins, Argentina (fremstiller motorer, aksler, gearkasser, osv.)
- Rosario i Argentina
- Canoas i Brasilien
- Ibiruba i Brasilien
- Mogi das Cruzes i Brasilien
- Santa Rosa i Brasilien

AGCO Europa
- Randers i Danmark - AGCO A/S
- Linnavuori, Nokia i Finland
- Suolahti i Finland
- Beauvais i Frankrig
- Feucht i Tyskland
- Marktoberdorf i Tyskland
- Asbach-Bäumenheim i Tyskland
- Breganze i Italien
- Grubbenvorst i Holland
- Coventry i Storbritannien

AGCO Afrika
- Constantine i Algeriet

AGCO Asien
- Changzhou i Kina
- Jinan i kina
- Dindigul i Indien (joint venture med TAFE Tractors)